# Cheumatopsyche capitata
Cheumatopsyche capitata är en nattsländeart som beskrevs av Navás 1936. Cheumatopsyche capitata ingår i släktet Cheumatopsyche och familjen ryssjenattsländor. Inga underarter finns listade i Catalogue of Life.